# Lenzkirch
Lenzkirch è un comune tedesco di 5 090 abitanti, situato nel land del Baden-Württemberg.